# Xorides nigristomus
Xorides nigristomus är en stekelart som beskrevs av Gupta och Dali Chandra 1974. Xorides nigristomus ingår i släktet Xorides och familjen brokparasitsteklar. Inga underarter finns listade i Catalogue of Life.